# Hrvatska (dnevni list, Dubrovnik, 1944.)
 Ovo je glavno značenje pojma Hrvatska (dnevni list, Dubrovnik, 1944.). Za druga značenja pogledajte Hrvatska (razdvojba).
Hrvatska je bila hrvatski dnevnik koji je izlazio u Dubrovniku. Prvi broj ovih novina izašao je 10. travnja 1944., a prestao je izlaziti 18. listopada iste godine. Ponedjeljkom nisu izlazile. Zadnji broj bio je 151. broj.
U impresumu je stajalo da je "politički i gospodarski dnevnik Dubrovnika". Uređivali su ga je Slavo Svoboda i Boris Berković.
Sadržaj novina umnogome je bio propagandne naravi radi podizanja morala. Bile su to razne političke izjave i uljepšana izvješća s bojišta u Europi, Africi i na Tihom Oceanu. Bilo je još nekih tema iz ratne svakodnevnice dubrovačkog kraja. Uređivačka se politika izmijenila nakon velikih promjena na bojištu, jer su suradnici dobro znali stvarno stanje. Nakon što su se Saveznici uspješno iskrcali u Normandiji i također uspješno obranili i proširili mostobran te naprjedovali prema Njemačkoj, sve više prostora zadobile su lakše neratne teme: iz povijesti dubrovačkog kraja, gospodarstvo, zdravlje, beletristički prilozi, nagradni natječaji i humoristične rubrike. Ipak, ne izostaju tekstovi u kojima se s euforijom uljepšano prikazuju i preuveličavaju uspjesi Osovinskih sila.
Priloge iz dubrovačke povijesti pisao je don Niko Gjivanović.